# Der Seele Saiten schwingen nicht
Der Seele Saiten schwingen nicht ist ein deutsches Stummfilmmelodram aus dem Jahre 1917 von und mit Fern Andra.

## Handlung
Fern, ein bürgerliches Mädchen, wächst im Hause ihrer Tante auf. Bei einem ihrer allmorgendlichen Ausritte lernt sie den Adeligen Kurt von Altenstein kennen, der sich Hals über Kopf in sie verliebt. Kurt will Fern unbedingt heiraten, doch sein bester Freund, Baron Alfred von Fels, mahnt ihn, nicht unter seinem Stand zu heiraten. Tatsächlich türmen sich rasch Schwierigkeiten auf, und zwar vor allem in der Person des standesbewussten Vaters Kurts, der wohl niemals seine Einwilligung zu dieser als Mesalliance betrachteten Ehe geben würde. Kurt ist das ziemlich egal, und er heiratet Fern, bittet Alfred aber, nichts davon in Richtung seiner Familie kundzutun. Die Ehe ist nicht gut, Fern fühlt sich oft einsam und muss feststellen, dass sie ihren Mann nie geliebt hat. Immerhin entsteht aus dieser Verbindung das Söhnchen Rolf, das von seiner Mutter abgöttisch geliebt wird. Eines Tages erkrankt Kurt schwer. Der herbeigerufene Arzt Dr. Felix nutzt die Gelegenheit, sich an Fern heranzumachen, die ihn allerdings als treue Gattin empört zurückweist. Schließlich stirbt Kurt.
In dessen Freund Alfred steigt das Misstrauen, dass Fern ihm „Medizin“ von Dr. Felix gegeben habe, die ihren Gatten vom Leben zum Tode befördert haben könnte. Außerdem sieht der Baron die Stunde gekommen, nun endlich dem alten Grafen von der Ehe mit dieser „unpassenden“ Frau zu erzählen. Der Alte verfasst einen Brief, in dem er schreibt, dass er sich zwar um das Kind seines Sohnes kümmern wolle, die Witwe aber nicht anzuerkennen gedenke, geschweige denn kennenlernen zu wollen. Alfred, von jeher in tiefer Abneigung mit Fern verbunden, reibt dieser den Inhalt des Briefes mit Freuden unter die Nase. Alfred macht ihr klar, dass es zu einem Mordprozess gegen sie kommen würde, sollte sie das kleine Kind nicht herausrücken. Daraufhin verlässt Fern mit ihrem Jungen das zwischenzeitlich besuchte, gräfliche Schloss.
In der Folgezeit verdient sich die junge Witwe ihren Lebensunterhalt als Malerin und weist jeden Versuch des alten Grafen, durch finanzielle Unterstützung Einfluss auf die Erziehung Rolfs zu nehmen, brüsk zurück. Nahezu zeitgleich erhält Baron Alfred vom abgetauchten Dr. Felix ein Schreiben, in dem dieser mitteilt, dass Alfreds Verdacht gegen Fern als mögliche Giftmischerin völlig aus der Luft gegriffen sei. Alfred, der sein schweres Unrecht einsieht, geht reumütig zu Fern und leistet Abbitte. Er vermittelt sogar Fern in ihrer Funktion als Malerin an den alten Grafen, als dieser ein Porträt seines verstorbenen Sohnes anfertigen lassen möchte. Die Aussöhnung mit Alfred erweckt in diesem auch Hoffnung auf Ferns Liebe, doch die weist ihn freundlich aber bestimmt zurück.
Bei einem Arbeitsunfall fällt Fern von der Leiter und verletzt sich ihren rechten Arm derart schwer, dass sie fortan nie mehr malen kann. Wie soll sie in Zukunft ihren Sohn ernähren? Das ist ihre größte Sorge. Ihr Stolz, Kurts Vater um finanzielle Unterstützung zu bitten, lässt einen Bittgang nicht zu, und so trennt sie sich schweren Herzens von Rolf und überlässt das Kind dem greisen Grafen. Als Rolf lebensgefährlich erkrankt, eilt Fern sofort an das Krankenbett ihres fiebrigen Sohnes, der in ihren Armen stirbt. Vom Schmerz derart zerrissen, entschließt sich Fern, den Rest ihres Lebens im Kloster zu verbringen.

## Produktionsnotizen
Der Seele Saiten schwingen nicht entstand zum Jahresbeginn 1917 und wurde im März 1917 im Berliner Union-Theater uraufgeführt. Der fünfaktige Film besaß eine Länge von 1758 Metern. Bei der Neuzensurierung im Mai 1921 wurde ein Jugendverbot erlassen.

## Kritik
„Der seit langem erwartete Andra-Film ‚Der Seele Saiten schwingen nicht‘ stellt sich als ein Qualitätsbild dar, das den Ansprüchen des verwöhntesten Geschmackes nicht nur entspricht, sondern weit über denselben hinaus befriedigt. Die durchwegs fesselnd durchgeführte Handlung spielt in dem vornehmen Milieu eines gräflichen Hauses und erhält durch eine hochmoderne, stilgerechte Technik den Hintergrund, so daß man Fern Andra auch als Verfasserin und Regisseurin hoch zu schätzen Gelegenheit findet. Den wirklich ganz unübertrefflichen Glanzpunkt des Films aber bietet die musterhafte Darstellung von Seiten der großen Künstlerin.“

In Paimann’s Filmlisten ist zu lesen: „Stoff und Spiel ausgezeichnet, Photos und Szenerie sehr gut.“

„Andras filmische Rührstücke, die mit Vorliebe in der Welt des Adels oder im Zirkusmilieu angesiedelt waren, fanden während des 1. Weltkriegs ein dankbares Publikum und trugen so ergreifende Titel wie Ernst ist das Leben, Es fiel ein Reif in der Frühlingsnacht und Der Seele Saiten schwingen nicht.“